# К Альфену, неверному другу
«К Альфену, неверному другу» (лат. Ad Alphenum) — условное название стихотворения римского поэта Гая Валерия Катулла, включённого в состав посмертного сборника («Книги Катулла Веронского») под номером 30. Здесь автор обращается к Публию Альфену Вару, упрекая его в забвении былой дружбы. По словам Катулла, именно Альфен когда-то внушил ему, чтобы душа «вся любви предалась»; некоторые антиковеды XIX века считали эти слова указанием на то, что Альфен вовлёк Катулла в роман с Лесбией, но существует мнение, что речь идёт о дружеской любви поэта к Альфену.
По общей тональности стихотворение ставят в один ряд с № 38 («К Квинту Корнифицию»). Возможно, тот же Вар фигурирует в стихотворениях № 10 и 22 («О подружке Вара» и «На Суффена» соответственно), но здесь у исследователей нет полной уверенности.